# クロサギ (漫画)
『クロサギ』は、黒丸、夏原武（原案）による漫画。2003年11月から2008年7月まで『週刊ヤングサンデー』（小学館）に連載された。『ヤングサンデー』休刊後は、同年9月連載の場を『ビッグコミックスピリッツ』（小学館）に移し2013年7月の完結まで『新クロサギ』として再開した。その後、『スピリッツ』2022年43号から2022年49号までは『クロサギ再起動－18歳新成人詐欺犯罪編－』のタイトルで連載された。
第53回（平成19年度）小学館漫画賞一般向け部門受賞。2022年9月時点でコミックス累計発行部数は850万部を突破している。
また、連続テレビドラマ化され、TBS系「金曜ドラマ」にて2006年4月から6月まで放送された（クロサギ (2006年のテレビドラマ) を参照）。2008年3月8日に、ドラマシリーズの続編となる『映画 クロサギ』が公開された。
2022年10月から12月にかけてTBS系「金曜ドラマ」枠で平野紫耀（King＆Prince）を主演にリメイクドラマが放送された（クロサギ (2022年のテレビドラマ)を参照）。

## 概要
詐欺師には、人を騙して金銭を巻き上げる白鷺（シロサギ）、異性を餌として心と体を弄ぶ赤鷺（アカサギ）、そしてシロサギやアカサギのみを喰らう黒鷺（クロサギ）がいる。
本作品は、父親がシロサギによって嵌められた末に起こした一家心中で、ただ独り生き残った青年「黒崎」が、この世のシロサギを喰い尽くすため、詐欺師を騙し返す“クロサギ”となって立ち向かうサスペンス作品である。
連載回数にして2〜9回で独立した話になっている。詐欺事案は、基本的に桂木からの情報提供を受けたケースが多く、また時には標的とする詐欺師の情報収集の一環としてのケース、知人から依頼を受けるケース、そのほか黒崎自ら被害者と出会って事情を聴くケースがある。これらの情報を元に詐欺師に罠を仕掛けて、金銭を奪い、その社会的地位を貶めたり、警察に逮捕されるように仕向けたりする。
なお、桂木には奪った金の4割を「情報料」として払うのが基本であるが、その他にも各種の情報や工作に対する金銭を払っている。また、被害者には被害金額を渡すことにしている。
「新クロサギ」からは宝条の存在が明らかになり、これまでのような対人間の詐欺をメインとした話から、社会制度を悪用した事案をメインに取り上げ、最終章として主人公に関わる様々な伏線を回収していく方向に変化していった。

### サブ・ストーリー
作品全体に貫かれるいくつかのテーマがある。
- 吉川氷柱との恋愛関係

吉川は早い段階でその想いを告白しているが、黒崎は拒絶した。だが、徐々に心を許す方向に進んでいる。2人の「繋ぎ役」を果たすのが、黒崎の飼い猫のクロである。
- 御木本への報復

父親を詐欺にかけた詐欺師の御木本への復讐を果たし、打倒するのが黒崎の目標である。新クロサギ7巻でグループの一部ごと詐欺にかけ、自殺に追い込む。
- 神志名との確執

神志名は、御木本や黒崎自身を含む詐欺師の検挙に執念を燃やす。自らが狙われていることもあるが、自身が詐欺師という犯罪者である黒崎と、公権力を代表する警察官僚である神志名との溝は深い。
- 白石との確執

同じ詐欺師である白石とは、時に協力することもあるが、ベテランで仕事に卓越している白石になんとかひと泡吹かせたいと思っている。
- 桂木との確執

桂木は過去に黒崎の父親を嵌めた詐欺のプランを立てた人物でもある。現在は黒崎に詐欺師や詐欺被害者などのネタを売る取引相手でもある。
最終巻で、桂木は出会った当初から黒崎に目を掛けており、自分への復讐という目的を与えることで、詐欺師のやり方で見守りつつ、黒崎のフィクサーとしての才能を見出そうとしていたことが示唆されている。
- ウニ

ストーリーには直接関係ないが、作家の好みなのか、黒崎が着ているTシャツなどをはじめいろいろなところに「ウニ」が登場する。騒音の中にもこっそり「ウニー」の文字が紛れ込んでいたりする。
- 名前

これもストーリーとはあまり関係がないが、主人公の黒崎を始め、主要人物で姓のみ明らかで、名が不明のままにされている者がいる。また、特に詐欺師はしばしば偽名を用いるが、作者の配慮か、その多くが本名とかけ離れていない。黒崎の偽名の多くが「○崎」ないし「黒○」であり、御木本が名乗る偽名も「三木規一」「木元義一」であって、本名をある程度推測できる。

### 海外での展開
台湾、韓国、ベトナム、インドネシア、タイなどでも出版されている。台湾では、サイン会が開催された。

## 登場人物

### 主人公
黒崎高志郎（くろさき こうしろう）
本作品の主人公。詐欺師のみをターゲットにする詐欺師（クロサギ）で、年齢は21歳。2月14日生まれ、血液型はA型、身長173.0cm、体重59.5kg、車は、かなりガタのきたフォード・カプリ（1969年）。
外見はごく普通の青年であるが、法律に精通し、かなりの演技力を備えている。仕事（詐欺相手）がないときは、いつも法律や話術、心理術の勉強をしている。人の世話になることを嫌い、他人の好意によって物をもらうことは決してしない。
アパートの大家でもある。その建物は、2年ほど前にある詐欺事件をきっかけに前の持ち主から譲ってもらった。
中学3年のときに、父親がチェーン店開業詐欺被害に遭い、一家心中事件を起こした末、自分だけが一命をとりとめたという過去を持つ。そのためか、左下腹部に大きな手術痕がある。その後、高校に進学するもすぐに中退。詐欺師としてのキャリアは少なくとも2年以上あると推測されるが、高校中退後の詳細履歴は不明である。
シロサギは「例外なく俺の餌である」として目の敵にしている一方で、最終的に一家心中の原因となった銀行と、シロサギに対して無力である警察などの司法関係者に対しても一角ならぬ憎悪を持つ。
詐欺に遭った被害者（依頼人）から詐欺や詐欺師の情報を得て、それを元に仕事を行うパターンが多い。依頼人にはその情報の見返りとして被害額分の金を渡す。この「情報料」は例え自分が赤字になろうと支払っているが、あくまで被害者救済のためでなく「ささやかな反抗」でしかない。逆にいくら利益を得たとしても、依頼人には被害額以上の金は1円も渡さない。なお、ターゲットの詐欺師と会うときの変装として眼鏡をかけることが多い。
生活力は低く、普段からジャンクフードあるいはカップラーメンしか食べない。また、かなりの甘党。お気に入りはチュッパチャプスのような棒付きアメで、箱ごとダース買いしている。クロという名前の猫を飼っており、品種は、正式な血統書こそないがスコティッシュフォールドである（1年半前に黒崎が引き取った）。そのクロにも曖昧なものだが愛情を見せている（ただし世話をしているのは氷柱）。
免許証を多数持っているが、全て名前が違う。ほとんど偽造で実際に免許を持っているかは不明。また、携帯電話も多く保有。携帯電話を使用する際には、たいがい自動車を運転するときに使用するような、ハンズフリー用のイヤホンを携帯電話に接続して使っている。たまに、ウニと書いてあったりそれを思わせる絵柄の描かれたTシャツを着ている。
名前は長い間不明であったが、最終話の一話前で本名が判明した。
店子である吉川氷柱とは仲が悪いように見える（最初は本当に仲が悪かった）が、いつからか白石曰く「詐欺師にとっては足かせにしかならない」といわれる感情（愛情と信頼）を持つようになっていく。氷柱が詐欺師関係に関わってくることを嫌う様子も見せる。
終盤、「もしも天地がひっくりかえって、お前の言う世の中が実現するとするなら、俺の隣にいるのはお前なんだろうな」と氷柱に対して間接的ながらも自分の気持ちを告白した。その後、逮捕を避けるために国外へ渡り、桂木と同じ時期に日本へ帰国する。
吉川氷柱（よしかわ つらら）
本作品のヒロイン。検事志望の政和大学法学部の3年生。血液型はO型、身長158.5cm、体重42.5kg。黒崎が所有するアパートに住む店子。
家庭環境は良くなく、母が働いて得たわずかな金を奪っていく父を憎んでおり、悪い奴をやっつけたいという正義感から法学部へ進学し検事を目指している。おおらかで誰に対しても優しく、真面目で正義感にあふれた一途な努力家。困っている人をみると放っておけないお節介焼きなところがあり、黒崎から迷惑がられている。
黒崎の過去を知り、やっていることも理解するにつれて、彼のやり方（犯罪）は許せないと感じつつも徐々に好意を抱いていく。検事志望という立場と、悪を裁くために詐欺師として犯罪に関わっていく黒崎への好意との間で葛藤している。彼が好きであることは告白しているが、（私生活での人との関わりを避ける）黒崎から表面的には拒絶されている。
家賃は安い（月額42000円）のだが、アルバイトで生活と学業を両立させているためよく延滞している。黒崎の飼い猫のクロにちょくちょく餌をやって可愛がっているが、黒崎にはちょっと迷惑がられている。
コーヒー店でアルバイトをしていて、店の常連の卸先である桂木のスナックにコーヒー豆を届けたことがきっかけで、桂木と黒崎の関係を悟る。しかしお節介からアパートを追い出されかけ、黒崎とは互いのことに干渉しないという約束をした（が、実質守られていない）。
神志名から黒崎（犯罪者）に特別な感情（恋愛感情）は持たないほうがいいといわれている。
本人も知らないうちに、詐欺師と関わっている（白石など）。
黒崎からの気持ちの返事がほしいわけではなく、いつか黒崎が心から誰かを信じてほしいと思っている。その相手は自分じゃなくてもいいと言ったが、白石に「私じゃなくてもいいというのは嘘ですね」と言われて動揺する（そして改めて自分の気持ちを再確認し、黒崎に対する自分の想いに正直になろうとした）。
宝条逮捕の事件後からはスクーリングなどを経て検事への道を進み、神志名から黒崎の帰国を知らされ当初と変わらない信念を通すことを心に誓う。

### 一般人
三島ゆかり（みしま ゆかり）
氷柱の友人で、同じ大学の文学部3年生。美容品詐欺に遭った際、黒崎に被害金額を取り返してもらい、やっていることは悪いがいい人だと思うようになる。それ以来、就職詐欺、旅行代理店詐欺など色々な依頼を黒崎に持ち込むようになる。ものすごくのんびり屋でやや天然ボケ。親友であるはずの氷柱の黒崎への想いにも全然気づいていない。
藤見智（ふじみ さとし）
黒崎の高校時代の友人。家賃詐欺に加担し、それを知った黒崎に見限られ、逮捕される。その後出所し15巻ぶりに登場するも早速騙されて詐欺に加担するが、黒崎に救われる。しかし、その後のバイト先でまたもや騙されて任意後見人詐欺に加担してしまい、自殺未遂者も出たことでその責任の重さに苦しみ、その詐欺師に暴行を加えて逮捕される。その時黒崎の存在はシラを切った。
栗丘薫（くりおか かおる）
高級時計の鑑定人。見本詐欺で濡れ衣を着せられた時、黒崎に助けられる。その後のレンタル詐欺の際、黒崎に協力した。
青木（あおき）
政和大学法学部の教授。犯罪についての著書を出しており、よく氷柱に相談される。
清水仁（しみず じん）
政和大学工学部建築学科3年。第15話：ベンチャー企業買収詐欺IIにて初登場し、氷柱の紹介で黒崎から建築設計図のチェックを依頼される。氷柱に好意を抱いており、度々登場しては氷柱を食事や合コンに誘ってはいるが、氷柱としてはただの友達としての認識しかなく、恋愛どころか、逆に気になる男性（つまり黒崎）についての相談を持ちかけられてしまう。
親の家を設計することを公約に大学に通っており、建築事務所への就職を希望している。
鷹宮輝（たかみや ひかる）
「新クロサギ」から登場。政和大学法学部の若き助教。イケメン、お金持ちで学部首席卒業。司法試験に一発合格したが、法曹ではなく大学に残って博士課程を経て助教になった大学の有名人。非の打ち所のない好青年である一方で、社会全体のために個人（ただし自分以外）は犠牲になっても良いという考えを持ち、黒崎からは「自分の権威（プライド）を守るために他人を犠牲にする人間」と言われている。神志名の1年先輩にあたるが彼からもあまり良い印象を持たれていない。宝条とは甥と叔父の関係であり、彼に銀行内部の仕事を頼まれるほど信頼されている。
宝条兼人（ほうじょう かねと）
作中に登場する架空の金融機関「ひまわり銀行」の管理部門次長。業界最大手の銀行のかなり高いポジションに居る人物であり、表の顏は清廉潔白で経歴も目立ったミスや怪しいところが無い真っ白な物だが、裏では法律にぎりぎり抵触しないありとあらゆる方法で金を吸い上げ、汚れ仕事も引き受ける。順調に出世階段を駆け上がり、トップに立つことを目標にこれまで多くの人間を踏み台にして来た。黒崎にとっては父親が頼りにしていた融資金を導入詐欺で追い詰めた張本人。政治、財政界や桂木を初めとした裏の取引関係など、あらゆるコネを持ち、様々なところから情報と金を得ると同時に自身の得になるような存在は利用し、被害が及びそうなら切り捨てる。
岸川曰く「頭が切れて人当たりが良く、相手によって会話内容や雰囲気を変えられる。顏を思い出そうとすると笑顔しか思い出せない」という言葉通り、作中で登場したほとんど全てのコマでの表情はうっすら笑っているような笑顔のみ。黒崎曰く法を犯さなければ何をやっても良いと考えているこのような存在はシロサギであると言う。
蒲生への献金作りのためトンネル融資したことが上層部に発覚し、刑事告訴、逮捕される。
犬伏晴臣（いぬぶせ はるおみ）
公証人。司法試験にも現役合格し国家公務員上級試験（後の第I種試験や総合職試験）にも合格している政和大法学部卒のキャリアで、卒業後は大蔵省の誘いを蹴って法務省に入省し、大臣官房の行政訟務課長をやっていたエリート中のエリート。しかし、出世のために功を焦った財務局長の友人、秋津が銀行の業務に不正があるとして業務停止命令を出したことで銀行界全体に目を付けられ、閑職に追いやられた末に神経を参らせ事故死したことを切っ掛けに、この社会全体のひずみをどうにか出来ないかと今の職を辞して弁護士になるも、結果としてそこでの行動も監視される状態だったため、弁護士を辞めて公証人となった。
妻子在る身だったが課長職を辞職した後離婚しており、その元妻の再婚相手は宝条兼人。妻の後ろにある政界の繋がりのために結婚したような物らしく、特に度々会っている息子については、父親の愛情が全く注がれていないことに悔しさにも似た思いを持っている。後に岸川の紹介で黒崎と出会う。
蒲生連次郎（がもう れんじろう）
民政党衆議院議員。連続当選するほどの実力者で宝条を含めて才能を持ち主を見出すことで名が知れ渡っている。また他の議員の不祥事の後始末にも力を注ぐ。
新党設立のために行った宝条からの収賄、浦川の殺人未遂による逮捕などが同時に重なったことで失脚するも、最終話時点でも現役で議員を務めている。
浦川（うらかわ）
蒲生の私設秘書。初登場時は蒲生の後輩、石橋議員の補佐に回っていたが黒崎から詐欺を受け、恨みを持つ。
その後も蒲生の秘書として活動していたが、蒲生の新党設立による議員集めのため、有力議員の宮地の引き入れを受け持ち彼に献金するが、その金をそのまま別の新党設立に利用されたため蒲生の怒りを買った。失意のなか街をうろついていたところ偶然黒崎と再会し、逆上して彼を包丁で刺し殺人未遂で神志名たちに現行犯逮捕される。

### 警察
神志名将（かしな まさる）
政和大学法学部の卒業生で、警察庁のキャリア官僚。現在、上野東署知能犯係の警部補。血液型はAB型。身長180.0cm、体重75.5kg。
本来、1977年（昭和52年）12月27日生まれで野添将（まさる）という名であったが、叔父の進次郎（コミック第16巻に登場する）が詐欺で実刑判決を受けたため、それとの関係を戸籍から消すために偽造の死亡診断書・出生届により、1980年（昭和55年）3月17日に野添将は死亡、同日に遠縁にあたる神志名家で出生したことにされた。そのため、戸籍上の年齢は24歳だが実際には26歳ということになる。本人は大学卒業前にこのことを下記の秋元の調査で知る。
そのような出自のために、詐欺事件に関して他の刑事よりも関心を示し、場合によっては管轄外の詐欺事件にも捜査に行くことがある。正義感が強いが、プライドが高く、腹を立てると暴力を振るうなど攻撃的な一面もあり、詐欺師である黒崎に対しては特に敵意を抱いている。また、管轄外での捜査をすることで地方や他の部署からの顰蹙を買うことも多い。
宝条逮捕を機に警察官僚としての道を進む決意をし、最終話では刑事局に配属されている。黒崎の口座をずっとマークしており、彼の帰国を真っ先に知ることになる。
ドベコという名の、メスのドーベルマンを飼っている。
桃山（ももやま）
上野東署知能犯係の警部補。黒崎が絡んだ事件を立証できず、罪悪感から見てみぬふりをしているがそれに対しても大きな悔しさを持っている。
出自や所轄での厄介者扱いもあって荒んだ性格になっていた神志名が尊敬の念を持つ数少ない人物。
神志名と現場を担当することに対して抵抗を感じていなかったが、終盤では神志名に自分の立場を考えるよう言い「官僚となってもお前は変わらない」と見送る。
秋元耕蔵（あきもと こうぞう）
警察庁刑事局長。神志名の過去を知る数少ない人物。
神志名と同じ政和大学の卒業生で、彼に対する協力を惜しまない。

### 詐欺師
白石陽一（しらいし よういち）
42歳。本人曰く「人を食いものにする腐った大企業」を基準に、不正を行った大企業のみをターゲットにする詐欺師。金銭的ダメージより、社会的地位や信頼の失墜を狙う。外見は紳士風の男性。人当たりも良く、他人に信頼される性格で、長い期間をかけターゲットの企業の信頼を得て、詐欺にかけるという用意周到さを持つ。その詐欺内容からも分かるように、彼自身は企業全体を目当てに動く。一方で、黒崎は企業内の個人を狙うこともあるため、時に利害の一致から協力関係や、不可侵的な同盟を結ぶことがある。黒崎や桂木から一目置かれている節が見受けられる。
高校時代に父親が大企業に勤めていたが、欠陥マンション倒壊の責任を被せられリストラされた上に、母親をそのマンションの倒壊で亡くしている。このことから「大企業は社会に対して責任を持つ」を信条に、ターゲットを定めている。
後に黒崎に御木本の情報を渡す際、昔の黒崎がそうであったように奴を追いつめて殺す覚悟があるかどうかを問いただした。
榎木（えのき）
白石の部下。ジャーナリストの端くれという身分だが、金融関係は得意分野であり、ひまわり銀行の頭取にも直接宝条の背任行為に関する不正の証拠を手渡せるほど名が通っている。
白石を信頼しており、敬語で接している。白石との連携の良さはかなりのもので、確実にターゲットを追い詰める。
桂木敏夫（かつらぎ としお）
表向きは東京の御徒町にあるスナック「桂」のオーナー。その正体は詐欺師に情報や、休眠会社などの詐欺道具を提供する商売人（プランニングを行うこともある）。情報屋やプランニングといった立場上、詐欺の第一線には立たないが（なぜ詐欺師の世界から一線を退いたのかは現時点では不明）業界ではこの男に目を付けられたら終わりと言われるほどの大物で、今なお詐欺師たちの頂点に立つフィクサーであり続けている。黒崎から「親爺」と呼ばれている。黒崎にも詐欺師や詐欺被害者などのネタを（利用できそうな相手なら恩も）売り、また成功報酬としてアガリ（収益）の4割を徴収している。黒崎とは過去に彼の父親を嵌めた詐欺のプランを立てた人物であるという浅からぬ関わりを持っており、現在は仲間といった関係ではなくあくまで利益をもたらす取引相手として（また自分の意にそぐわない詐欺師に制裁を下すための刺客として）活用しているという名目だが、裏では黒崎に目を掛けている節もみられる。黒崎といるシーンではいつもなにかの料理をしているが、黒崎がこのスナックで飲食をすることはない。
かなりの肥満体。顔の右に2本切り傷がある。そのうちの一つは過去、詐欺師になる前の黒崎が桂木の殺害を図った時のものである。
宝条逮捕によるマネーロンダリングルート崩壊のため国外へ逃亡するが、最終話で帰国する。
早瀬（はやせ）
桂木の直属の部下。いわゆるボディガード。名前は不明。詐欺行為は行っていない。裏世界のちょっとした顔役。その一方で警察内部の情報にも詳しい。黒崎が出過ぎた真似をしないように釘を刺したり、桂木の情報収集などもしている。たまに独断行動もするが、これも桂木のためである。
桂木の下で働き出したのは2年前（いきさつは今のところ、明かされていない）。それまでは上海の犯罪組織に所属していた。中国名「看不见」（カン・プーチェン）。
黒崎の離反後、彼をつけまわしていたがそれは彼を抹殺するためではなく別の殺し屋から身を守るためであった。
御木本（みきもと）
黒崎の父親をチェーン店開業詐欺にかけた直接の人物。かつて桂木の詐欺グループに所属していた。よく折り鶴を折っている。
一流の詐欺師として警察関係者の中でも名が知られており、作中ではフランチャイズ詐欺の後、「NPO詐欺」では「三木」と名を変えて仕事をしていた。その後「M&A詐欺」では黒崎とも対面し、彼によって追いつめられるが、桂木の命を受けた早瀬の工作によって微罪での逮捕となった上、その後は被害届の取り下げによりすぐに釈放されてしまう。だが新クロサギ7巻で黒崎にグループの一部ごと詐欺にはめられた上、手を組んでいた中国マフィアを裏切る形になって追い詰められ、黒崎に「宝条と桂木はいつかお前が葬ってくれるから後悔はない」と言い残して自殺した。
小柴康（こしば やすし）
かつて大型詐欺事件で検挙されそうになったところを桂木によって助けられた。そのため彼に恩義を持っているがそれ以外の場合は「他人はどうでもいい」と思っている。黒崎と対面する前は彼の詐欺を失敗させる原因を作ったが、その後は度々ブローカーや情報源として彼に協力することになる。
黒崎の桂木への反抗を見張る役目を持っていたが、彼の真意に激怒し立ち去ってしまう。

## 登場した詐欺・シロサギ一覧
※人物はコミック巻末の「データ・ファイル」による。

### クロサギ
コミック1巻
FILE.1　財団融資詐欺　あおば中小企業振興会「新川」
FILE.2　美容品詐欺　株式会社ビューティーセレナ「美山」
FILE.3　古美術商手形パクリ詐欺　イガラシ・リース「五十嵐冨男」
FILE.4　高級外車詐欺　ビーナス貿易「澤田」
コミック2巻
FILE.5　就職詐欺　ワーキングリサーチ社代表「赤川武夫」
FILE.6　ベンチャー企業詐欺　大場証券・法人営業部「白石陽一」
FILE.7　家賃詐欺　「香川道隆」、「藤見智」
コミック3巻
FILE.8　資格詐欺　岸不動産・代表「岸」（開業屋）、企業安定化センター「三田村」（講座屋）
FILE.9　結婚詐欺　「羽田美咲」
FILE.10　バイト詐欺　テセロ自動車販売会社・ヨウロウカンパニー「柴田厚」
コミック4巻
FILE.11　霊感商法詐欺　霊能力者「鏡見理（かがみ さとし）」（田中聡史）
FILE.12　共済組合詐欺　いわいごと共済組合理事長「佐高博」（佐多博道）
FILE.13　紹介屋詐欺　紹介屋「川本栄一」
コミック5巻
FILE.14　宝石詐欺　宝石ブローカー「清水忠幸」
FILE.15　ODA還流資金詐欺　御前「西園寺公成」
FILE.16　見本詐欺　ブティック外商担当「村西忠弘」
コミック6巻
FILE.17　旅行代理店詐欺　スピントラベル取締役「上岡英介」
FILE.18　フランチャイズ・チェーン開業詐欺　レジェンドクリーン社長「春日公義」
特別読切 クロサギ外伝　不動産取得ローン詳説　立ノ原不動産社長「立原真一」
コミック7巻
FILE.19　絵画販売詐欺　ギャラリー・オリンピア店長「逢沢京子」
FILE.20　ネット詐欺　桧商会代表「桧山康弘」
（劇中ではオークション詐欺、架空請求詐欺、フィッシング、ファーミングが使われている）
FILE.21　内職詐欺　通販会社「一途会」社長「江守公雄」
コミック8巻
FILE.22　身分詐称詐欺　練馬南税務署員他（自称）「副島洋」
FILE.23　不動産詐欺　京創住宅 住宅事業部課長「榊原正」
FILE.24　出張ホスト詐欺　竜宮城サービス代表「船場幸二」
コミック9巻
FILE.25　募金詐欺　募金活動家（自称）「大田原和麿（おおたわら かずま）」
FILE.26　粉飾決算詐欺　経営コンサルタント（自称）「望月」
FILE.27　共犯詐欺　学生風の男「坂下」
コミック10巻
FILE.28　トリック詐欺　箱天社長「郷戸孝之」
FILE.29　巨額投資詐欺　SGG総代表「久留間京介」
コミック11巻
FILE.30　訪問販売詐欺　グレイスアイテム販売員「猪野村香」
FILE.31　裁判詐欺　コキタ鉄鋼社長「沼袋太一」、専務「池川純夫」
FILE.32　生命保険詐欺　元・保険調査員「梅村幸平」、葛西総合病院院長「葛西昭一」
コミック12巻
FILE.33　贈答詐欺　株式会社イージエスト「石垣徹」、「鷹尾礼二」（高頭（たかとう）礼二）
FILE.34　倒産詐欺　マリンブルーコンサルタント「綿貫裕二郎」、「石垣徹」
コミック13巻
FILE.35　ペット詐欺　ペットショップ「ペチカ」店長「安東真介」
FILE.36　マネーロンダリング詐欺　賢光有限公司社長「林正孝」、賢光有限公司「高田」
コミック14巻
FILE.37　デビュー詐欺　芸能プロ「キャンディードッツ」社長「北嶋博文」
FILE.38　テナント契約詐欺　甲沢銀行「頭取」、三好（被害者）の義弟「昭島勝」
コミック15巻
FILE.39　レンタル詐欺　スターライトファイナンス社長「深見洋」
FILE.40　NPO法人詐欺　トータル・ライジングCEO「三木」（御木本）、トータル・ライジング社長「川西」
コミック16巻
FILE.41　裏口入学詐欺　受験ブローカー「倉沢」（植松邦孝）
FILE.42　住宅ローン詐欺　コーチ屋「野村進一郎」（野添進次郎）
コミック17巻
FILE.43　恐喝詐欺　統括長「神原和臣」
FILE.44　任意後見人詐欺　コンサルタント会社社長「相沢」（伊沢幸博）
コミック18巻
FILE.45　都市再生詐欺　鳩水建設専務「猿渡興三郎」、不動産ブローカー「八代治美」
FILE.46　公共事業詐欺　鳩水建設専務「猿渡興三郎」
コミック19巻
FILE.47　虚偽告訴詐欺　不動産会社社長「月岡治彦」
FILE.48　闇サイト詐欺　グローリーネットワーク「栗原裕一郎」
コミック20巻
FILE.49　ヘッドハンティング詐欺　クリエイティブ・ヒューマン・エクスプレス代表取締役「露木洋明」
FILE.50　M&A詐欺　スペイシー・パートナーズ日本代理人「木元義一」（御木本）

### 新クロサギ
コミック1集
File.1　二重詐欺　元ヤミ金「小椋慶太」、「大蔵和雄」
File.2　運送詐欺　元ヤクザ「宗田泰二郎」、骨董品「河野屋」社長「河野歩」
File.3　必勝法詐欺　（「ヤングサンデー」連載分）元ゴト師「仁木信也」
File.4　当選詐欺（前編のみ）
コミック2集
File.4　当選詐欺　テグ・リサーチ担当「森川」、テグ・リサーチ社長「久我山行雄」
File.5　エステ詐欺　（「ヤングサンデー」連載分）スウィートダリア新宿西口店「店長」、エステティシャン「藤枝晴子」
File.6　導入詐欺（1～4のみ）
コミック3集
File.6　導入詐欺　ひまわり銀行池袋支店・次長「末松」、三富ファイナンス社長「園部卓郎」
File.7　留学詐欺　海外留学生友好協会 社長「千沢由美子」、「グローバルジャンプ」元社長「千沢弘明」
File.8　制度融資詐欺（1～6のみ）
コミック4集
File.8　制度融資詐欺　コーチ屋「岩城吉治」
File.9　投資顧問詐欺　個人向け投資顧問「三枝めぐみ」
File.10　詐病詐欺　詐病詐欺・指南役「安倍川明」
File.11　有名人詐欺（1のみ）
コミック5集
File.11　有名人詐欺　上条芸能・副社長「上条」（遠山実）
File.12　入札詐欺　談合ブローカー「熱田康二」
File.13　環境投資詐欺（1～2のみ）
コミック6集
File.13　環境投資詐欺　ジービー証券・社長「新座昌宏」、節電サポート・社長「荘田川雅義」、東京グリーンファンド・社長「青柳道子」
File.14　資金回収詐欺　環境事業起業家「御木本」
File.15　ECO詐欺（1～2のみ）
コミック7集
File.15　ECO詐欺　北京緑営空調有限公司 経営者「御木本」、虎林幇（フーリンパン）「馬森（マーセン）」
コミック8集
File.15　ECO詐欺（14のみ）
File.16　送りつけ詐欺　永堀水産「牧野」
File.17　架空取引詐欺　カイフチ商事・事業部長 貝渕物流・社長「谷田部潔」
File.18　ローン詐欺（1のみ）
コミック9集
File.18　ローン詐欺　ひまわり銀行 首都中央支店・支店長「牛山」、次長「焼津」
File.19　チケット詐欺　HN：ヤマカン「ヒロ」
File.20　医療法人詐欺（1～4のみ）
コミック10集
File.20　医療法人詐欺　医療法人星信会・理事長「宇佐美孝也」
File.21　紳士録詐欺　ビジマーク出版「神谷慶介」
File.22　貧困ビジネス詐欺（1～5のみ）
コミック11集
File.22　貧困ビジネス詐欺　NPO法人「アンゼリカの会」代表 アカクワ不動産管理・取締役「飛島郁夫」
File.23　出会い工作詐欺　ライティア探偵事務所・所長「川中幹夫」
File.24　カード現金化詐欺（1～4のみ）
コミック12集
File.24　カード現金化詐欺　梶原ギフト社長「梶原宗二」
File.25　知的財産詐欺　IPRインターナショナル社長「西岡崎誠二」、元弁護士「飯尾和弘」
File.26　養子縁組詐欺（1のみ）
コミック13集
File.26　養子縁組詐欺　戸籍ブローカー「宮市透」、戸籍上の父親役「寺田剛広」
File.27　裏献金詐欺　民政党衆議院議員「石橋康秀」、筆頭私設秘書「浦川」
File.28　震災復興詐欺（1のみ）
コミック14集
File.28　震災復興詐欺　富美山工務店社長「中広瀬」
File.29　秘書詐欺　美崎商事・常務秘書「国村佐知子」
File.30　劇場型詐欺（1～2のみ）
コミック15集
File.30　劇場型詐欺　プレシャスファイナンス「蓮田」、メガバリュー信託「瀬田」
File.31　和牛預託詐欺（1～5のみ）
コミック16集
File.31　和牛預託詐欺　日之浦あおぞら牧場専務「柳居耕太郎」、社長「日之浦悦子」
File.32　LC詐欺　MeZ社長「浜聡子」
File.33　ブライダル詐欺（1のみ）
コミック17集
File.33　ブライダル詐欺　美成結婚相談所「成沢」、「日向」
File.34　コンサルタント詐欺　シャイニング観光「雑賀」
File.35　年金運用詐欺（1のみ）
コミック18集
File.35　年金運用詐欺　LLIJ「豊村亮」
File.36　進出詐欺　サンフラワー地所「中津久」

### 新クロサギ完結編
コミック1～4集
ひまわり銀行本店・次長「宝条兼人」

### 小説
コミック12巻が基礎になっている
第一章～二章　贈答詐欺　株式会社イージエスト「石垣徹」、「鷹尾礼二」（高頭礼二）
第三章～五章　倒産詐欺　マリンブルーコンサルタント「綿貫裕二郎」、「石垣徹」

## 書誌情報

### クロサギ
- 夏原武（原案）・黒丸（漫画）『クロサギ』小学館〈ビッグコミックス〉、全20巻
  1. 2004年4月5日発売[12]、ISBN 4-09-153141-5
  2. 2004年7月5日発売[12]、ISBN 4-09-153142-3
  3. 2004年10月5日発売[12]、ISBN 4-09-153143-1
  4. 2004年12月27日発売[12]、ISBN 4-09-153144-X
  5. 2005年4月5日発売[12]、ISBN 4-09-153145-8
  6. 2005年7月5日発売[12]、ISBN 4-09-153146-6
  7. 2005年10月5日発売[12]、ISBN 4-09-153147-4
  8. 2005年12月27日発売[12]、ISBN 4-09-151028-0
  9. 2006年4月5日発売[12]、ISBN 4-09-151073-6
  10. 2006年7月5日発売[12]、ISBN 4-09-151097-3
  11. 2006年10月5日発売[12]、ISBN 4-09-151125-2
  12. 2006年12月28日発売[12]、ISBN 4-09-151154-6
  13. 2007年4月5日発売[12]、ISBN 4-09-151194-5
  14. 2007年7月5日発売[12]、ISBN 4-09-151213-5
  15. 2007年10月5日発売[12]、ISBN 4-09-151238-0
  16. 2007年12月28日発売[12]、ISBN 4-09-151258-5
  17. 2008年2月5日発売[12]、ISBN 978-4-09-151270-3
  18. 2008年3月5日発売[12]、ISBN 978-4-09-151295-6
  19. 2008年6月5日発売[12]、ISBN 978-4-09-151334-2
  20. 2008年9月3日発売[12]、ISBN 978-4-09-151376-2

### 公式ガイドブック
1〜9巻分の解説本
- 『クロサギ公式ガイドブック　詐欺を見破る魔法の計算式』 小学館、2006年5月5日、ISBN 4-09-151090-6

### 新クロサギ
- 夏原武（原案）・黒丸（漫画）『新クロサギ』小学館〈ビッグコミックス〉、全18巻
  1. 2008年12月26日発売[13]、ISBN 978-4-09-182258-1
  2. 2009年3月30日発売[13]、ISBN 978-4-09-182408-0
  3. 2009年6月30日発売[13]、ISBN 978-4-09-182507-0
  4. 2009年9月30日発売[13]、ISBN 978-4-09-182608-4
  5. 2009年12月26日発売[13]、ISBN 978-4-09-182784-5
  6. 2010年3月30日発売[13]、ISBN 978-4-09-183077-7
  7. 2010年6月30日発売[13]、ISBN 978-4-09-183204-7
  8. 2010年9月30日発売[13]、ISBN 978-4-09-183400-3
  9. 2010年12月25日発売[13]、ISBN 978-4-09-183533-8
  10. 2011年4月4日発売[13]、ISBN 978-4-09-183700-4
  11. 2011年6月30日発売[13]、ISBN 978-4-09-183849-0
  12. 2011年9月30日発売[13]、ISBN 978-4-09-184065-3
  13. 2011年12月27日発売[13]、ISBN 978-4-09-184188-9
  14. 2012年3月30日発売[13]、ISBN 978-4-09-184313-5
  15. 2012年6月29日発売[13]、ISBN 978-4-09-184518-4
  16. 2012年9月28日発売[13]、ISBN 978-4-09-184660-0
  17. 2012年12月27日発売[13]、ISBN 978-4-09-184786-7
  18. 2013年3月29日発売[13]、ISBN 978-4-09-185037-9

### 新クロサギ完結編
- 夏原武（原案）・黒丸（漫画）『新クロサギ完結編』小学館〈ビッグコミックス〉、全4巻
  1. 2013年6月28日発売[14]、ISBN 978-4-09-185256-4
  2. 2013年8月30日発売[14]、ISBN 978-4-09-185408-7
  3. 2013年10月30日発売[14]、ISBN 978-4-09-185570-1
  4. 2013年12月27日発売[14]、ISBN 978-4-09-185699-9

### クロサギ再起動
- 夏原武（原案）・黒丸（漫画）『クロサギ再起動－18歳新成人詐欺犯罪編－』小学館〈ビッグコミックス〉、2022年11月10日発売[15]、ISBN 978-4-09-861508-7

## テレビドラマ
- 2006年4月14日からTBSの金曜ドラマ枠で放送。

- 2022年8月19日、同年10月期のTBS金曜ドラマ枠での再ドラマ化が発表された[5]。

## 映画
2006年放送のテレビドラマの劇場版。

## ムービーコミック
UULAにて2014年2月10日より配信。全32話。

### キャスト
- 黒崎高志郎 - 逢坂良太
- 吉川氷柱 - 東城日沙子
- 桂木敏夫 - 小川真司